# Diu (miasto)
Diu – miasto w Indiach, w dystrykcie Diu terytorium związkowego Dadra, Nagarhaweli, Daman i Diu. Położone we wschodniej części wyspy Diu. 

## Demografia
Przeprowadzony w 2011 spis ludności wykazał, że miasto zamieszkiwane było wówczas przez 23 991 osób; gęstość zaludnienia wyniosła 2058 osób/km², a na każdego mężczyznę przypadało 1,066 kobiety. Zmiany w liczbie ludności przedstawiono na poniższej tabeli.
| 1951 | 5215   |
| 1961 | 4138   |
| 1971 | 6214   |
| 1981 | 8020   |
| 1991 | 20 638 |
| 2001 | 21 578 |
| 2011 | 23 991 |